# Portsmouth yardstick
De Portsmouth yardstick (PY) of Portsmouth handicapsysteem is een term gebruikt voor een aantal gerelateerde systemen voor het min of meer vergelijken van verschillende zeilboten. Dit vergelijken van zeilboten komt van pas bij zeilwedstrijden waar verschillende zeilklassen in één wedstrijd tegen elkaar strijden en men niet automatisch de snelste boot wil laten winnen, maar dat het meer aankomt op de kennis en kunde van de opvarenden.
De verschillende systemen zijn niet direct aan elkaar gerelateerd. Dit kan als resultaat hebben dat verschillende systemen, voor dezelfde zeilklasse, verschillende waarden hebben. De meest bekende zijn die van de Royal Yachting Association (RYA) uit het het Verenigd Koninkrijk, het Portsmouth Numbers Committee uit de Verenigde Staten en Victoria Yachting uit Australië.

## Geschiedenis
In het Verenigde Koninkrijk is in 1947 het originele Portsmouth Yardstick ontwikkeld door Stanley Milledge voor gebruik bij de zeilwedstrijden van de Langstone Sailing Club. In 1950 heeft hij ondersteuning gekregen van de Portsmouth Harbour Racing & Sailing Association om zo de eerste editie van de Langstone tabellen voor club gebruik te maken. Deze werden bekend als de Portsmouth numbers. Vanaf 1960 heeft hij de administratie van de tabellen overgedragen aan de Royal Yachting Association (RYA). In 1973 zijn de boten met meerdere rompen toegevoegd, waarna in 1976 de tabellen een ander formaat hebben gekregen. Doordat sommige boten zo van elkaar verschillen dat ze niet meer met elkaar te vergelijken zijn, is er besloten om een duidelijk onderscheid te maken. Hierdoor zijn er in 1977 vier verschillende lijsten geïntroduceerd. In 1986 zijn de originele tabellen van Langstone verwijderd. Doordat de boten door de jaren heen steeds sneller zijn geworden, is twee keer een aanpassing in de schaal gemaakt.
In de Verenigde Staten werd in 1961 begonnen met het opzetten van een eigen systeem. Hierbij werd de RYA PN-waarde voor het zeilboottype Thistle gebruikt als referentiekader. Hierna werden de andere boten ingeschaald volgens de waardering die ze van de DIYRA (Dixie Inland Yacht Racing Association) kregen. Dit bleek succesvol en in 1973 werd de verantwoordelijkheid voor de tabellen overgedragen aan North American Yacht Racing Union.

## Hoe het werkt
Elke boot heeft een handicap waarde, snelle boten hebben lage waarden en langzame hebben hoge waarden. In een wedstrijd met een gemengde vloot, worden de gezeilde tijden met de volgende formule gecorrigeerd:
Gecorrigeerde tijd = Gezeilde tijd × schaal / handicap
Hierbij heeft de schaal de waarde 100 voor het systeem uit de Verenigde Staten en uit Australië, de waarde 1000 voor het systeem uit het Verenigde Koninkrijk. De handicap is de waarde voor de specifieke eenheidsklasse. Door gebruik te maken van de formule zal de gezeilde tijd voor elke boot gecorrigeerd worden. Na deze correctie zijn de gecorrigeerde tijden van de verschillende boten in de wedstrijd met elkaar te vergelijken.
Bijvoorbeeld een Solo heeft een RYA-PN van 1140, een Finn heeft RYA-PN van 1042 en een Contender heeft een RYA-PN van 976.
Indien de Solo er 59 minuten over doet, de Finn er 55 minuten over doet en de Contender er 50 minuten over doet. Dan ziet het er als volgt uit:
- De Solo: 59 * 1000 / 1140 = 52 minuten
- De Finn: 55 * 1000 / 1042 = 53 minuten
- De Contender: 50 * 1000 / 976 = 51 minuten

Zoals het bovenstaande voorbeeld weergeeft, moet de boot met de laagste handicap 9 minuten sneller varen om net eerder te eindigen dan de boot met de hoogste handicap waarde.

## Andere handicapsystemen
Het SW-handicapsysteem is een exclusief systeem voor Nederland en wordt hier ook bijgewerkt met de laatste gegevens van de zeilverenigingen. In tegenstelling tot het Portsmouth yardstick systeem, moet er betaald worden om gebruik te mogen maken van het systeem.